# Ribes cynosbati
Ribes cynosbati är en ripsväxtart som beskrevs av Carl von Linné. Ribes cynosbati ingår i släktet ripsar, och familjen ripsväxter. Inga underarter finns listade i Catalogue of Life.

## Bildgalleri

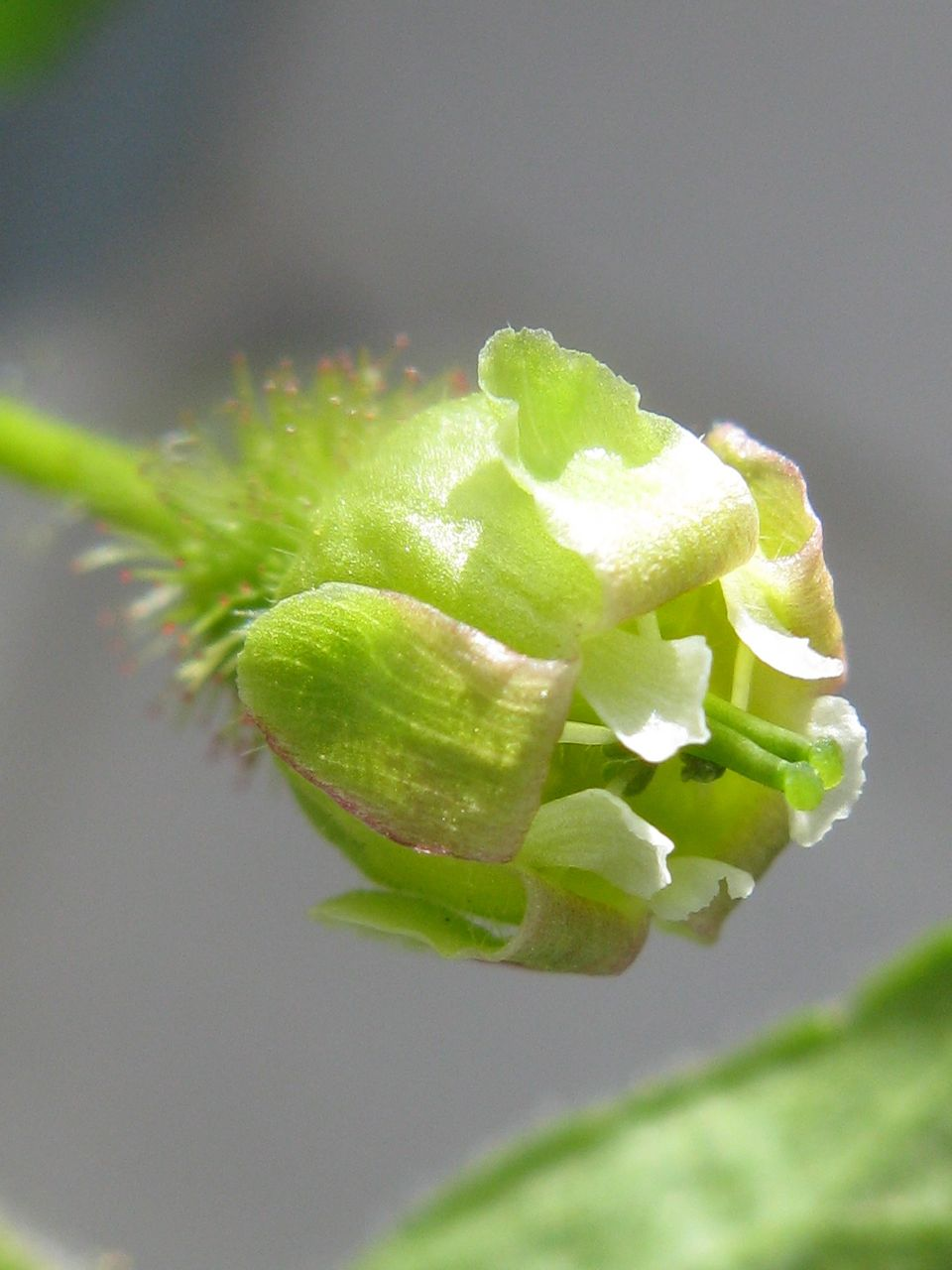
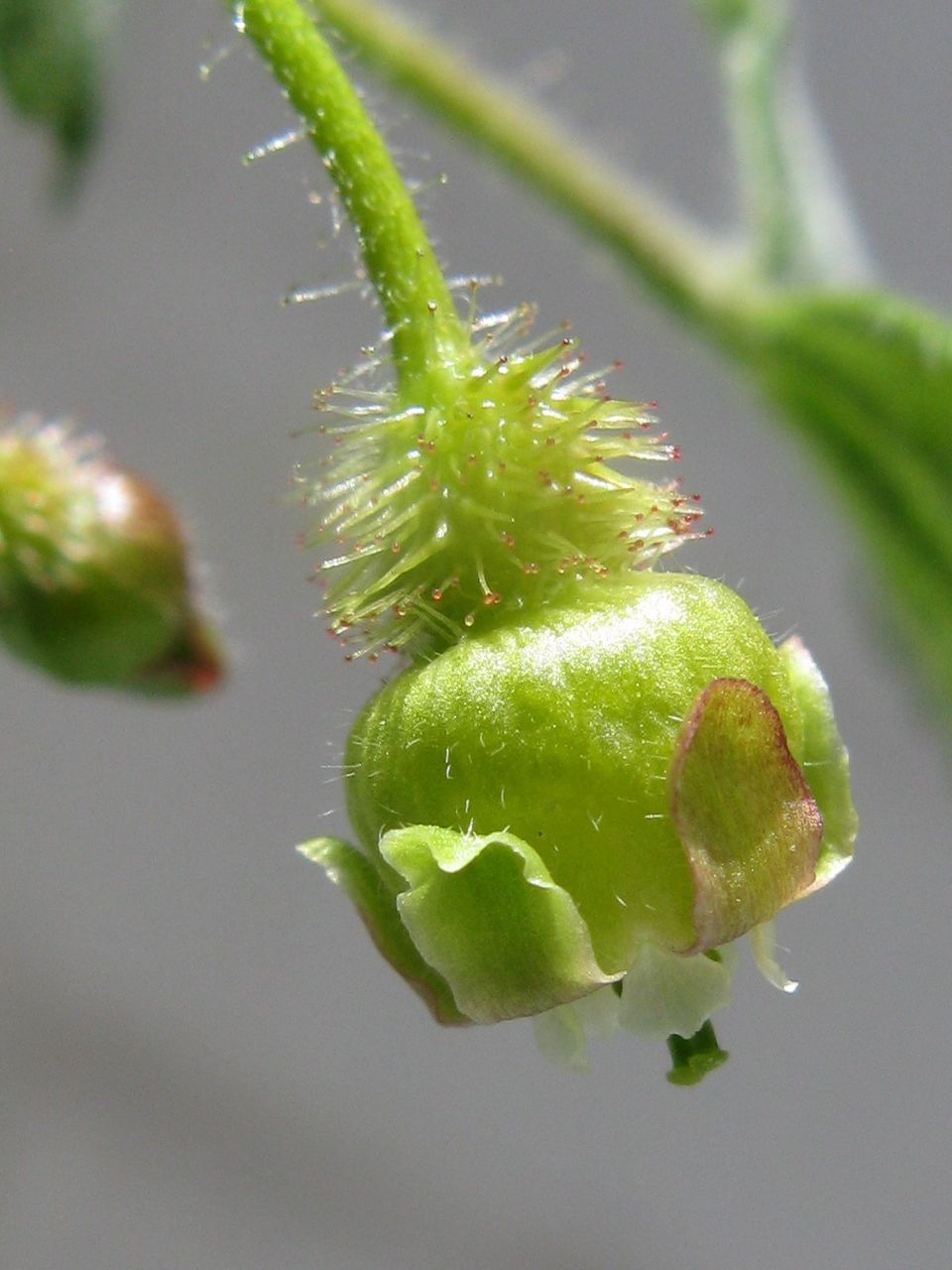
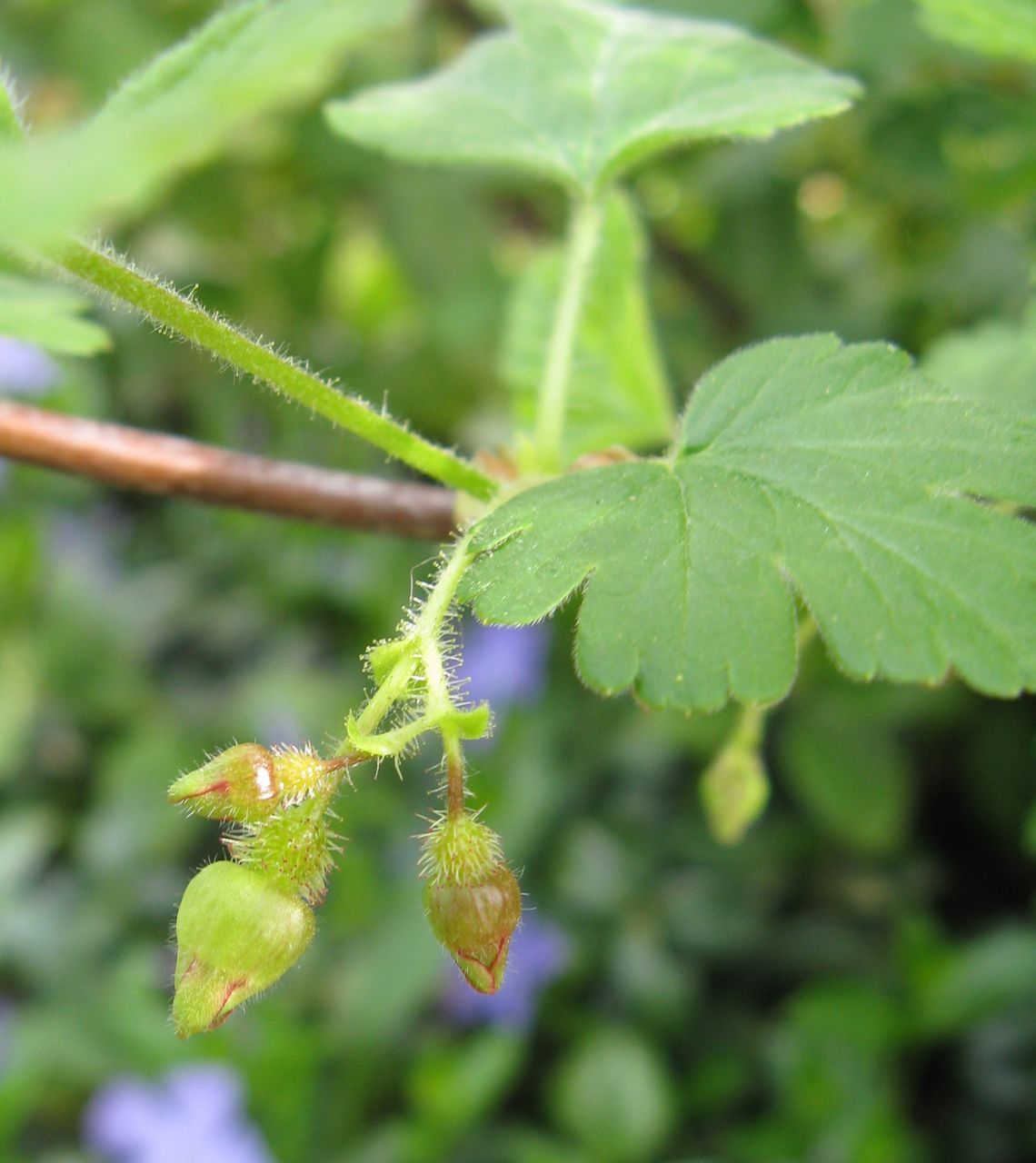
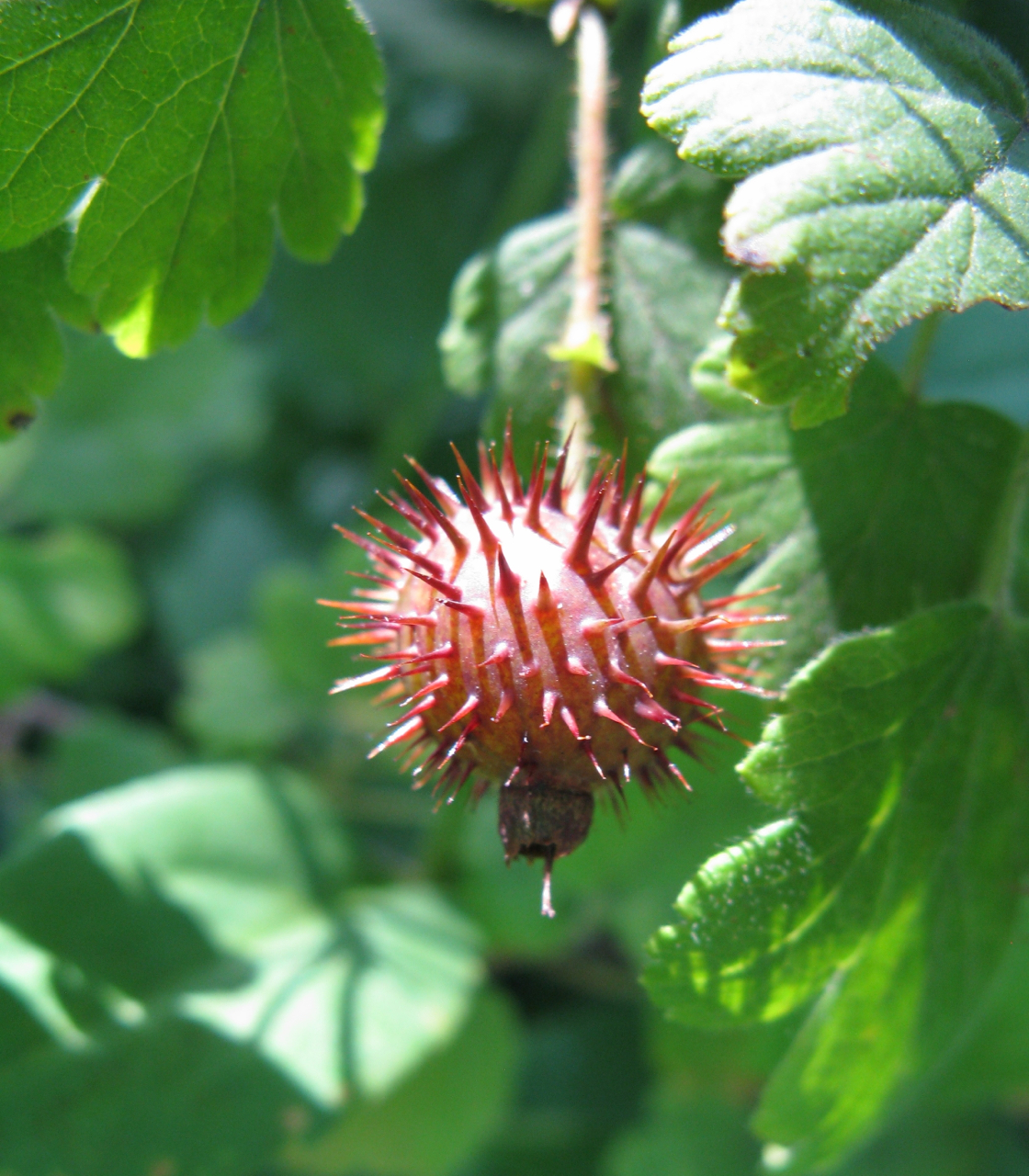
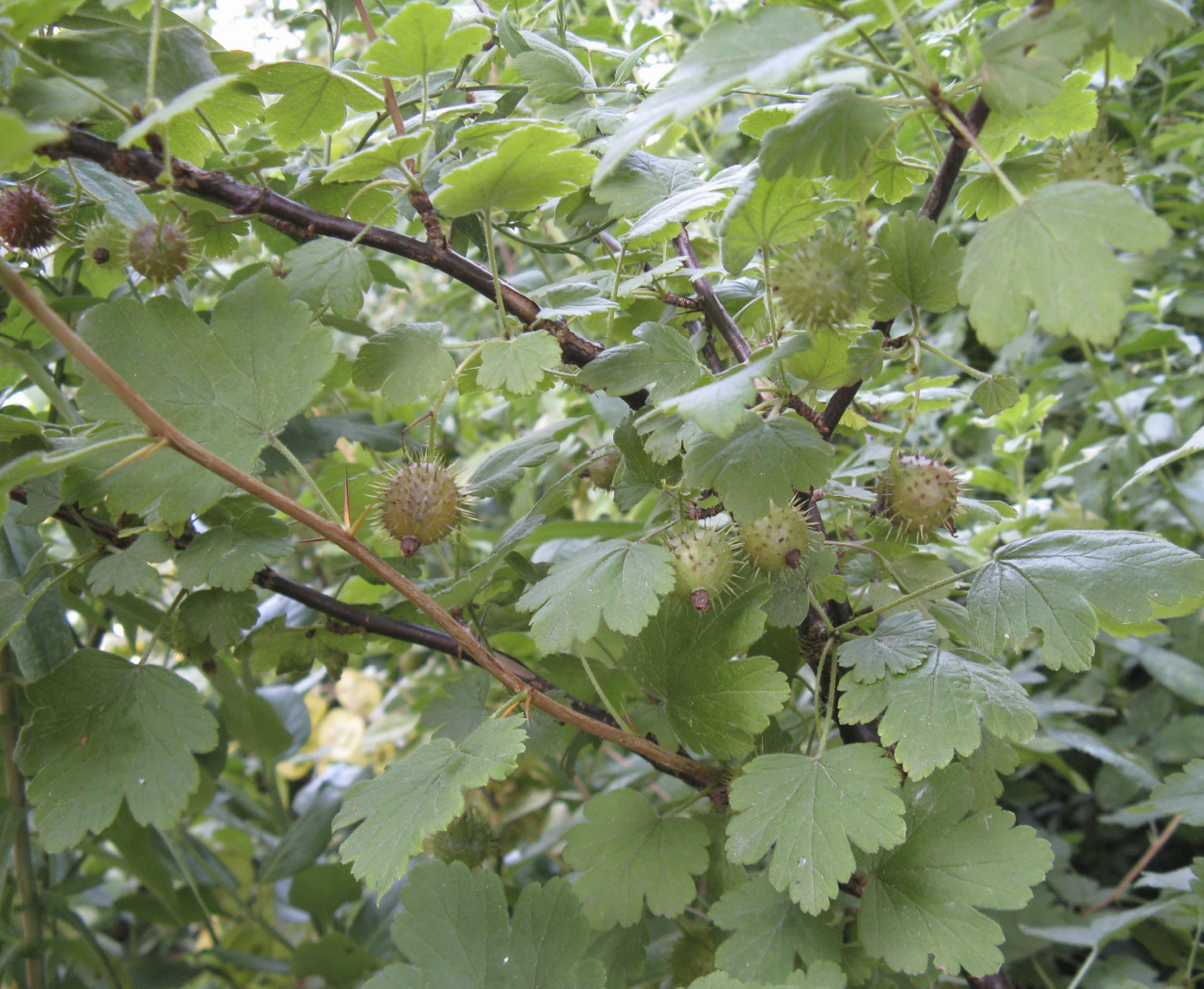
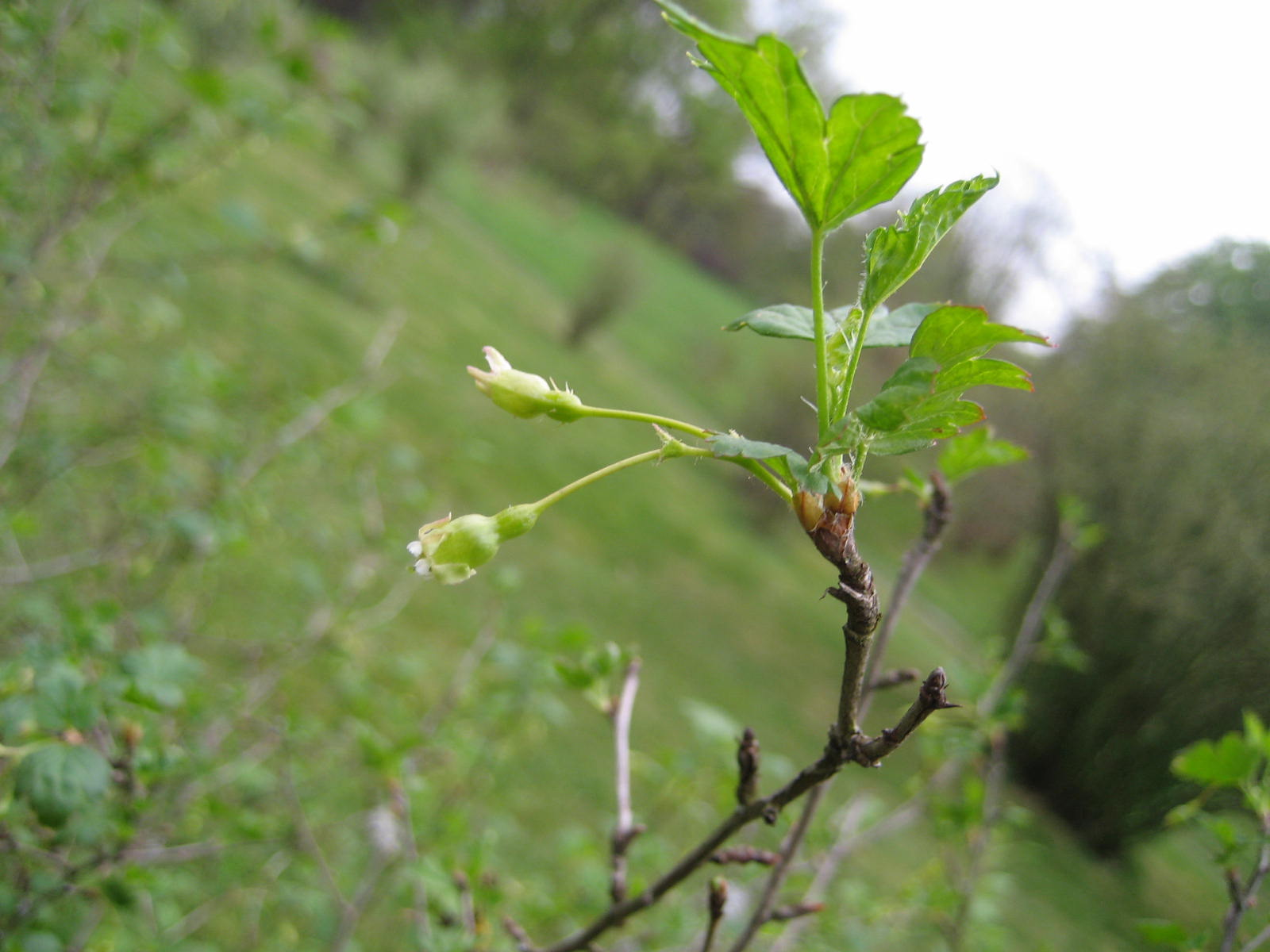